# Mecánica de fluidos
La mecánica de fluidos es la rama de la física comprendida dentro de la mecánica de medios continuos que estudia el movimiento de los fluidos, así como las fuerzas que lo provocan. La característica fundamental que define a los fluidos es su incapacidad para resistir esfuerzos cortantes (lo que provoca que carezcan de forma definida). También estudia las interacciones entre el fluido y el contorno que lo limita.
Puede dividirse en estática de fluidos, el estudio de los fluidos en reposo; y dinámica de fluidos, el estudio del efecto de las fuerzas en el movimiento de los fluidos.
Es una rama de la mecánica del continuo, materia que modela la materia sin utilizar la información de que está formada por átomos; es decir, modela la materia desde un punto de vista macroscópico y no microscópico. La mecánica de fluidos, especialmente la dinámica de fluidos, es un campo de investigación muy activo, típicamente complejo desde el punto de vista matemático.  Muchos problemas están parcial o totalmente sin resolver y la mejor forma de abordarlos es mediante métodos numéricos, normalmente utilizando ordenadores.  Una disciplina moderna, denominada dinámica de fluidos computacional (CFD), se dedica a este enfoque. La Velocimetría de imágenes de partículas, un método experimental para visualizar y analizar el flujo de fluidos, también aprovecha la naturaleza altamente visual del flujo de fluidos.
Nótese que los gases pueden comprimirse, mientras que los líquidos carecen de esta característica (la compresibilidad de los líquidos a altas presiones no es exactamente cero pero es cercana a cero) aunque toman la forma del recipiente que los contiene. La compresibilidad de un fluido depende del tipo de problema, en algunas aplicaciones aerodinámicas, aun cuando el fluido es aire, puede asumirse que el cambio de volumen del aire es cero.

## Historia
La historia de la mecánica de fluidos traza la historia del conocimiento en ese campo —una rama de la física que estudia el movimiento de los fluidos y las fuerzas que actúan sobre ellos— desde la antigüedad. Los antiguos griegos desarrollaron muchos de los conceptos básicos del campo, mientras que la mayoría de los conceptos y teorías utilizados en la física moderna se descubrieron en la Europa de los siglos XVII y XVIII. 
Antes de ser estudiada, la mecánica de fluidos se empleaba ampliamente para aplicaciones cotidianas como el riego en agricultura o en la construcción de canales y de fuentes, etc. La sedentarización de los humanos entrañaba la necesaria invención de medios para controlar el agua: el riego a pequeña escala nació alrededor del año 6500 a. C., al final del Neolítico, y se empiezan a encontrar grandes obras hidráulicas (canales, riego por gravedad) hacia el 3000 a. C.. Por esa época ya se habían inventado instrumentos para medir el nivel de las inundaciones, se drenaban áreas pantanosas, y se construían presas y diques para protegerse de las inundaciones en los ríos Nilo, Amarillo y Éufrates. Es posible que los acueductos más antiguos se construyeran en Creta en el II milenio a. C. y en Palestina en el siglo XI a. C..
El estudio del agua y de su comportamiento mecánico no pasó de las aplicaciones concretas a la teoría hasta bastante tarde. En la Alejandría en el siglo III a. C., Arquímedes estudió con los discípulos de Euclides y, de regreso a Siracusa, formuló los principios que están en el origen de la estática de los fluidos en particular con su principio epónimo. En el siglo I Heron de Alejandría continuó el trabajo sobre la estática de fluidos al descubrir el principio de la presión y sobre todo el caudal.
A lo largo de la Antigüedad tardía se continuaron las grandes obras hidráulicas y se perfeccionaron con acueductos, sistemas de distribución de agua y saneamiento, y también fuentes y baños. Esas obras fueron descritas por Frontino. Como sucedió en la mayoría de las ciencias en Europa durante la Edad Media, los conocimientos de hidrostática y de hidráulica del antiguo Imperio greco-rromano se perdieron en parte, conservándose y desarrollándose en el mundo islámico, cuya Edad de Oro vio por primera vez la traducción de las obras de Arquímedes y de Euclides,·
Desde el punto de vista de las edificaciones hidráulicas, si bien la Edad Media, a causa de las invasiones mongolas, vio desaparecer el sistema de riego de Mesopotamia provocando el colapso de la población local, también en el siglo VII vio como bajo la dinastía Sui se iniciaba la primera etapa de las obras del Gran Canal que unirá el norte y el sur de China.
La mecánica de fluidos se volvió a estudiar en Europa solo con los estudios de Leonardo da Vinci en el siglo XV, quien describió los múltiples tipos de flujo y formuló el principio de conservación de la masa o principio de continuidad, tomando el relevo de Heron. Fue él quien sentó las bases de la disciplina e introdujo muchas nociones de hidrodinámica, como las líneas de corriente. Comprendiendo intrínsecamente el tema de la resistencia al flujo, diseñó el paracaídas, el anemómetro y la bomba centrífuga.
Si bien Simon Stevin (1548-1620) descubrió los grandes principios de la hidrostática, completando así la obra de Arquímedes, no consiguió sin embargo presentarlos de forma suficientemente bella y ordenada; fue obra de Blaise Pascal dar a esos descubrimientos una forma irreprochable. Se podría decir que, si Stevin descubrió la paradoja hidrostática y el principio de la igualdad de presiones en un líquido, fue Pascal quien, en su «Récit de la grande experiment de l’quilibre des liqueurs» de 1648, dio por primera vez una presentación homogénea y ordenada de esos principios fundamentales de la hidrostática. Las manifestaciones de la paradoja hidrostática se utilizan en la enseñanza del fenómeno. Uno de los experimentos más conocidos es la explosión del barril de Pascal.
El Libro II de los Principia Mathematica de Newton, que trata de los movimientos de los cuerpos en ambientes resistentes, no deja ningún conocimiento científico sustancial en este campo. Sin embargo, según Clifford Truesdell, el trabajo de Newton proporcionó a ambas disciplinas un plan de estudios que se siguió durante cincuenta años. Hasta el trabajo de Alexis Claude Clairaut (1713-1765) y de Jean le Rond D'Alembert (1717-1783) las leyes de la mecánica de fluidos no comenzaron a establecerse.
Solamente con la llegada de las matemáticas a la física la mecánica de fluidos ganó profundidad. En 1738 Daniel Bernoulli estableció las leyes aplicables a fluidos no viscosos utilizando el principio de conservación de la energía mecánica. El nacimiento del cálculo diferencial permitió a Jean le Rond D'Alembert exponer en 1749, en 137 páginas, las bases de la hidrodinámica al presentar el principio de la presión interna de un fluido, el campo de velocidades y las derivadas parciales aplicadas a los fluidos. Leonhard Euler completó luego el análisis de D'Alembert de la presión interna y las ecuaciones de dinámica de fluidos incompresibles: en 1755, publicó un tratado con las ecuaciones diferenciales parciales que describían los fluidos incompresibles perfectos. Un poco antes, en 1752, D'Alembert había notado la paradoja que lleva su nombre que mostraba que las ecuaciones contradecían la práctica: un cuerpo sumergido en un fluido se movería sin resistencia según la teoría, lo que la observación contradecía directamente. Fue resuelto por la introducción por Henri Navier en 1820 del concepto de fricción en forma de un nuevo término en las ecuaciones matemáticas de la mecánica de fluidos. George Gabriel Stokes llegó en 1845 a una ecuación que permitía describir un flujo de fluido viscoso. Las ecuaciones de Navier-Stokes marcarán el resto de la historia de la mecánica de fluidos.
Esta suite tomó forma en la segunda mitad del siglo XVIII y la primera del siglo XX:
- desarrollos en los dominios incompresible o compresible con la creación del concepto de capa límite por Ludwig Prandtl que resultará muy fructífero, particularmente para la aerodinámica y la hidrodinámica navales,
- estudio del nuevo dominio que constituye lo supersónico,
- estudio de flujos en medios porosos por Henry Darcy y de interfaces agua-aire por Moritz Weber,
- estudio de las inestabilidades y de la turbulencia, un capítulo aún lejos de estar cerrado. Este campo vio la aparición de escuelas fundadas por un precursor: Prandtl en Göttingen o la escuela rusa de matemáticos de Kolmógorov.[16]

Durante este período Ludwig Boltzmann abrió un nuevo capítulo con la descripción estadística de los gases a nivel microscópico, que será desarrollado por Martin Knudsen para el dominio inaccesible a una descripción bajo la hipótesis del continuo; David Enskog y Sydney Chapman mostrarán como pasar los gases del nivel molecular al continuo, permitiendo así el cálculo de los coeficientes de transporte (difusión, viscosidad, conducción) a partir del potencial de interacción molecular. Todos estos trabajos teóricos se basaron en los trabajos fundamentales previos de matemáticos como Leonhard Euler, Augustin Louis Cauchy o Bernhard Riemann .
Además, el desarrollo de numerosas instalaciones de prueba y con medios de medición posibilitó obtener numerosos resultados. No todos ellos pudieron ser explicados por la teoría y se vio aparecer una gran cantidad de números adimensionales que explicaban y justificaban las pruebas realizadas sobre maquetas en un túnel de viento o en un tanque de carena. Dos mundos científicos coexistieron y muy a menudo se ignoraronn hasta finales del siglo XIX. Esa brecha desaparecerá bajo el impulso de personas como Theodore von Kármán o Ludwig Prandtl a principios del siglo XX. Todos esos desarrollos estaban respaldados por desarrollos en la industria: hidrodinámica industrial, construcción naval y aeronáutica.
El cálculo numérico, que nació en la segunda mitad del siglo XX, permitirá el surgimiento de una nueva rama de la mecánica de fluidos, la mecánica de fluidos computacional, basada tanto en la aparición de calculadoras cada vez más potentes como en nuevos métodos matemáticos que permiten el cálculo numérico. La potencia de cómputo permite la realización de «experimentos numéricos» que compiten con los medios de prueba o permiten la interpretación más fácil de estos. Este tipo de enfoque se usa comúnmente en el estudio de la turbulencia.
El segundo hecho de importancia en este período es el aumento considerable del número de personas involucradas en investigación y desarrollo. Los descubrimientos se han convertido más en el trabajo de equipos que de individuos. Estos equipos son principalmente estadounidenses: Europa (principalmente Francia, Reino Unido y Alemania) ha perdido su liderazgo.

## Hipótesis básicas
Como en todas las ramas de la ciencia, en la mecánica de fluidos parte de la hipótesis en función de las cuales se desarrollan todos los conceptos. En particular, en la mecánica de fluidos se asume que los fluidos verifican las siguientes leyes:
- conservación de la masa y de la cantidad de movimiento.
- primera y segunda ley de la termodinámica.

### Hipótesis del medio continuo
La hipótesis del medio continuo es la hipótesis fundamental de la mecánica de fluidos y en general de toda la mecánica de medios continuos. En esta hipótesis se considera que el fluido es continuo a lo largo del espacio que ocupa, ignorando por tanto su estructura molecular y las discontinuidades asociadas a esta. Con esta hipótesis se puede considerar que las propiedades del fluido (densidad, temperatura, etc.) son funciones continuas.
La forma de determinar la validez de esta hipótesis consiste en comparar el camino libre medio de las moléculas con la longitud característica del sistema físico. Al cociente entre estas longitudes se le denomina número de Knudsen. Cuando este número adimensional es mucho menor a la unidad, el fluido en cuestión puede considerarse un medio continuo. En el caso contrario los efectos debidos a la naturaleza molecular de la materia no pueden ser despreciados y debe utilizarse la mecánica estadística para predecir el comportamiento de la materia. Ejemplos de situaciones donde la hipótesis del medio continuo no es válida pueden encontrarse en el estudio de los plasmas.

### Concepto de partícula fluida
Este concepto está muy ligado al del medio continuo y es sumamente importante en la mecánica de fluidos. Se llama partícula fluida a la masa elemental de fluido que en un instante determinado se encuentra en un punto del espacio. Dicha masa elemental ha de ser lo suficientemente grande como para contener un gran número de moléculas, y lo suficientemente pequeña como para poder considerar que en su interior no hay variaciones de las propiedades macroscópicas del fluido, de modo que en cada partícula fluida podamos asignar un valor a estas propiedades.
Es importante tener en cuenta que la partícula fluida se mueve con la velocidad macroscópica del fluido, de modo que está siempre formada por las mismas moléculas. Así pues un determinado punto del espacio en distintos instantes de tiempo estará ocupado por distintas partículas fluidas.

### Descripciones lagrangiana y euleriana del movimiento de un fluido
Al describir el movimiento de un fluido, existen dos puntos de vista.
Una primera forma de hacerlo es seguir a cada partícula fluida en su movimiento, de manera que buscaremos unas funciones que nos den la posición, así como las propiedades de la partícula fluida en cada instante. Esta es la descripción lagrangiana.
Una segunda forma es asignar a cada punto del espacio y en cada instante, un valor para las propiedades o magnitudes fluidas sin importar qué partícula fluida ocupa, en ese instante, ese volumen diferencial. Esta es la descripción euleriana, que no está ligada a las partículas fluidas sino a los puntos del espacio ocupados por el fluido. En esta descripción el valor de una propiedad en un punto y en un instante determinado es el de la partícula fluida que ocupa dicho punto en ese instante.
La descripción euleriana es la más común, puesto que en la mayoría de casos y aplicaciones es más útil. Usaremos dicha descripción para la obtención de las ecuaciones generales de la mecánica de fluidos.

## Ecuaciones generales de la mecánica de fluidos
Las ecuaciones que rigen toda la mecánica de fluidos se obtienen por la aplicación de los principios de conservación de la mecánica y la termodinámica a un volumen fluido. Para generalizarlas usaremos el teorema del transporte de Reynolds y el teorema de la divergencia (o teorema de Gauss) para obtener las ecuaciones en una forma más útil para la formulación euleriana.
Las tres ecuaciones fundamentales son la ecuación de continuidad, la ecuación de la cantidad de movimiento, y la ecuación de la conservación de la energía. Estas ecuaciones pueden darse en su formulación integral o en su forma diferencial, dependiendo del problema. A este conjunto de ecuaciones dadas en su forma diferencial también se le denomina ecuaciones de Navier-Stokes (las ecuaciones de Euler son un caso particular de la ecuaciones de Navier-Stokes para fluidos sin viscosidad).
No existe una solución general a dicho conjunto de ecuaciones debido a su complejidad, por lo que para cada problema concreto de la mecánica de fluidos se estudian estas ecuaciones buscando simplificaciones que faciliten la resolución del problema. En algunos casos no es posible obtener una solución analítica, por lo que hemos de recurrir a soluciones numéricas generadas por ordenador. A esta rama de la mecánica de fluidos se la denomina mecánica de fluidos computacional. Las ecuaciones son las siguientes:

### Ecuación de continuidad
Para fluido incompresible con densidad constante se requiere que el elemento de fluido tenga densidad constante al moverse solo por una línea de corriente, o sea que la derivada sustancial con respecto al tiempo sea cero.
- Forma integral:  {\displaystyle {\frac {d}{dt}}\int _{\Omega }\rho \;d\Omega +\int _{\partial \Omega }\rho (\mathbf {v\cdot n} )\ d\partial \Omega =0}
- Forma diferencial:  {\displaystyle {\frac {\partial \rho }{\partial t}}+\nabla \cdot (\rho \mathbf {v} )=0}

### Ecuación de cantidad de movimiento
Supongamos un elemento de volumen con un fluido que se mueve en una dirección arbitraria a través de las seis caras del elemento de volumen. Es la ecuación de un vector con componentes para cada una de las tres direcciones coordenadas x, y o z. La cantidad de movimiento entra y sale del volumen de control en virtud de dos mecanismos: por convección (es decir, debido al flujo global del fluido) y por transporte molecular (o sea, a causa de los gradientes de velocidad). En la mayoría de los casos las únicas fuerzas importantes serán las procedentes de la presión del fluido p y la fuerza gravitacional por unidad de masa g. La presión de un fluido en movimiento está definida por la ecuación de estado p=f(p,T) y es una magnitud escalar. También hay que considerar la velocidad de acumulación de la cantidad de movimiento. 
- Forma integral: {\displaystyle {\frac {d}{dt}}\int _{\Omega }\rho \mathbf {v} \;d\Omega +\int _{\partial \Omega }\rho \mathbf {v} (\mathbf {v\cdot n} )\ d\partial \Omega =\int _{\partial \Omega }{\boldsymbol {\tau }}\mathbf {\cdot n} \ d\partial \Omega +\int _{\Omega }\rho \mathbf {f} d\Omega }
- Forma diferencial:  {\displaystyle {\frac {\partial }{\partial t}}\left(\rho \mathbf {v} \right)+\nabla \cdot (\rho \mathbf {v} \otimes \mathbf {v} )=-\nabla \mathbf {p} +\rho \mathbf {f} +\nabla \cdot {\boldsymbol {\tau }}.}

Analizando cada término de la ecuación de movimiento se obtiene que: la velocidad de aumento de cantidad de movimiento por unidad de volumen más la velocidad de ganancia de cantidad de movimiento por convección por unidad de volumen son iguales a la fuerza de presión que actúa sobre el elemento por unidad de volumen menos la velocidad de ganancia de cantidad de movimiento por transporte viscoso por unidad de volumen más la fuerza de gravitación que actúa sobre el elemento de volumen.
Otra interpretación de los términos de la ecuación de movimiento surge de utilizar la derivada sustancial con lo que se obtiene que la masa por unidad de volumen multiplicada por aceleración es igual a la suma de la fuerza de presión sobre el elemento por unidad de volumen, fuerza viscosa sobre el elemento por unidad de volumen y la fuerza gravitacional sobre el elemento por unidad de volumen. Con lo que se concluye que un elemento de volumen que se mueve con el fluido es acelerado por las fuerzas que actúan sobre él. Por lo tanto el balance de cantidad de movimiento es una forma equivalente a la Segunda Ley de Newton. Es necesario tener en cuenta que las ecuaciones son válidas para medios continuos y que si se utiliza la derivada parcial corresponde al caso en el que el elemento se mueve a la velocidad del fluido. Cuando se reemplazan los esfuerzos cortantes por las leyes de viscosidad de Newton y se combina la ecuación de movimiento con la ecuación de continuidad, la variación de la viscosidad con la densidad, la ecuación de estado y las condiciones iniciales y límites se obtiene las ecuaciones diferencia que permiten describir la presión, densidad y componentes de velocidad punto a punto.
Para viscosidad y densidad constante, la densidad queda fuera de la derivada y nos queda la Ecuación de Navier-Stokes, esta condición corresponde a fluido incompresible con divergencia del vector velocidad nula en la línea de corriente. Cuando los efectos viscosos son despreciables, la fuerza viscosa sobre el elemento de fluido por unidad de volumen puede considerarse nula y resulta la Ecuación de Euler.

### Ecuación de la conservación de energía
- Forma integral: {\displaystyle {\frac {d}{dt}}\int _{\Omega }\rho \left(e+{\frac {1}{2}}v^{2}\right)\;d\Omega +\int _{\partial \Omega }\rho \left(e+{\frac {1}{2}}v^{2}\right)\mathbf {v\cdot n} d\partial \Omega =\int _{\partial \Omega }\mathbf {n} \cdot \tau \cdot \mathbf {v} \;d\partial \Omega +\int _{\Omega }\rho \mathbf {f\cdot v} \;d\Omega -\int _{\partial \Omega }\mathbf {q\cdot n} \;d\partial \Omega }
- Forma diferencial:{\displaystyle \rho {\frac {D}{Dt}}\left(e+{\frac {1}{2}}v^{2}\right)=-\nabla \cdot \left(p\mathbf {v} \right)+\nabla \cdot \left(\tau '\cdot \mathbf {v} \right)+\rho \mathbf {f\cdot v} +\nabla \cdot \left(k\nabla T\right)}

## Fluidos no-viscosos y viscosos
Un fluido no viscoso no tiene viscosidad, {\displaystyle \nu =0}. En la práctica, un flujo no viscoso es una idealización, que facilita el tratamiento matemático. De hecho, los flujos puramente invisibles solo se conocen en el caso de superfluidez. Por lo demás, los fluidos son generalmente viscosos, una propiedad que suele ser más importante dentro de una capa límite cerca de una superficie sólida, donde el flujo debe coincidir con la condición de no deslizamiento en el sólido. En algunos casos, las matemáticas de un sistema fluido-mecánico pueden ser tratadas asumiendo que el fluido fuera de las capas límite es no viscoso, y luego coincidiendo con su solución en la de una capa límite delgada de laminar.
Para el flujo de fluido sobre una frontera porosa, la velocidad del fluido puede ser discontinua entre el fluido libre y el fluido en el medio poroso (esto está relacionado con la condición de Beavers y Joseph). Además, es útil a bajas velocidades subsónica suponer que el gas es incompresible, es decir, la densidad del gas no cambia aunque cambien la velocidad y la presión estática.

### Dinámica de los fluidos
La fluidodinámica es una subdisciplina de la mecánica de fluidos que se ocupa del flujo de fluidos -la ciencia de los líquidos y los gases en movimiento. La dinámica de fluidos ofrece una estructura sistemática -que subyace a estas disciplinas prácticas- que abarca leyes empíricas y semiempíricas derivadas de la medición del flujo y utilizadas para resolver problemas prácticos.  La solución de un problema de dinámica de fluidos suele implicar el cálculo de varias propiedades del fluido, como la velocidad, la presión, la densidad y la temperatura, en función del espacio y el tiempo. Tiene varias subdisciplinas en sí misma, incluyendo la aerodinámica  (el estudio del aire y otros gases en movimiento) y la hidrodinámica  (el estudio de los líquidos en movimiento).  La dinámica de fluidos tiene una amplia gama de aplicaciones, incluyendo el cálculo de fuerzas y movimientos en aviones, la determinación de la tasa de flujo de masa de petróleo a través de oleoductos, la predicción de la evolución de los patrones de clima, la comprensión de nebulosas en espacio interestelar y el modelado de explosiones.  Algunos principios fluidodinámicos se utilizan en la ingeniería del tráfico y en la dinámica de multitudes.